# 托普利察鄉 (胡內多阿拉縣)
45°41′00″N 22°47′00″E / 45.6833°N 22.7833°E
托普利察鄉（羅馬尼亞語：Comuna Toplița, Hunedoara），是羅馬尼亞的鄉份，位於該國西部，由胡內多阿拉縣負責管轄，面積51平方公里，海拔高度356米，2007年人口806，人口密度每平方公里16人。